# Nila Sborowska

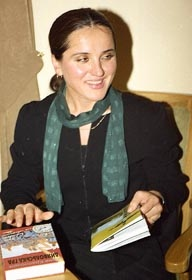
Nila Sborowska (2011)

Nila Wiktoriwna Sborowska (ukrainisch Ніла Вікторівна Зборовська, wiss. Transliteration Nila Viktorivna Zborovsʹka; * 27. September 1962 in Rubanyj Mist, Ukrainische Sozialistische Sowjetrepublik; † 24. August 2011) war eine ukrainische Literaturwissenschaftlerin und Psychohistorikerin.

## Leben
Sborowska wurde 1962 im Dorf Rubanyj Mist im heutigen Oblast Tscherkassy geboren. 1986 schloss sie ihr Studium an der Nationalen Taras-Schewtschenko-Universität Kiew ab; anschließend folgte ein Postgraduiertenstadium an der Kasachischen Akademie der Wissenschaften, das sie mit einer Doktorarbeit zum Thema Psychologie der Kreativität in der Literatur abschloss. Ab 1991 war die Literaturwissenschaftlerin am Taras-Schewtschenko-Institut für Literatur der Nationalen Akademie der Wissenschaften der Ukraine. 1998 gründete sie gemeinsam mit Solomija Pawlytschko und Wira Ahejewa das Kiewer Zentrum für Genderforschung, zu dessen Umfeld auch Tamara Hundorowa und Oksana Sabuschko gehörten. Tatjana Hofmann zählte sie daher zum Kreis der Kiewer Feministinnen. Sborowska starb im August 2011.
2000 veröffentlichte sie mit Feministytschni rosdumy: Na karnawali mertwych pozilunkiw eine Studie über den Feminismus, die auf den Werken von Oksana Sabsuschko aufbaute. 2006 legte sie mit Kod ukrajinskoji literatury (deutsch etwa Der Kodex der ukrainischen Literatur) ein umfassendes, unter Anwendung diverser literaturwissenschaftlicher Methoden erarbeitetes Werk zur Psychohistorie der ukrainischen Literatur vor. Das Werk gilt als Meilenstein der ukrainischen Literaturwissenschaften. Sborowska selbst sah sich primär als Psychohistorikerin. Weitere wissenschaftliche Werke entstanden unter anderem auf dem Gebiet der Psychoanalyse. Thematisch behandelte Sborowska unter anderem Folklore sowie den Feminismus. Diesen sah sie als Möglichkeit, dem Nationalismus ein „menschliches“ Gesicht zu geben. Entsprechende feministisch-nationalistische Motive meinte sie unter anderem im Werk von Taras Schewtschenko zu erkennen. Daneben verfasste Sborowska auch selbst Prosa, darunter den Antiroman Ukrajinska Rekonkista (2003).

## Werke
- Tanzjujutscha sirka Todossja Osmatschky. MSP Kozaky, Kiew 1996, ISBN 5-8238-0443-1.
- Feministytschni rosdumy: Na karnawali mertwych pozilunkiw. Litpoys, Lwiw 1999.
- Pryschestja witschnosti. Wyd-wo Fakt, Kiew 2000, ISBN 966-7274-78-0.
- Moja Lessja Ukrajinka. Dschura, Ternopil 2002, ISBN 966-8017-10-2.
- Ukrajinska Rekonkista: anty-roman. Dschura, Ternopil 2003, ISBN 966-8017-72-2.
- Psychoanalis i literaturosnawstwo: possibnyk. Akademwydaw, Kiew 2005, ISBN 966-8226-05-4.
- Kod ukrajinskoji literatury. Proekt psychoistoriji nowitnjoji ukrajinskoji literatury. Akademwydaw, Kiew 2006, ISBN 966-8226-36-4.